# Xã Montgomery, Quận Owen, Indiana
Xã Montgomery (tiếng Anh: Montgomery Township) là một xã thuộc quận Owen, tiểu bang Indiana, Hoa Kỳ. Năm 2010, dân số của xã này là 1.304 người.